# Lawretta Ozoh
Lawretta Ozoh (* 5. September 1990) ist eine nigerianische Sprinterin.

## Karriere
Bei den Leichtathletik-Afrikameisterschaften 2010 in Nairobi siegte sie in der 4-mal-100-Meter-Staffel.
2012 gewann sie bei den Afrikameisterschaften in Porto-Novo Silber über 200 m und verteidigte mit der nigerianischen 4-mal-100-Meter-Stafette ihren Titel.
Kurz danach wurde sie des Dopings mit Stanozolol überführt und für zwei Jahre gesperrt.
2014 holte sie bei den Commonwealth Games in Glasgow Silber in der 4-mal-100-Meter-Staffel. Bei den Afrikameisterschaften in Marrakesch wurde sie Siebte über 100 m und siegte erneut mit der nigerianischen Stafette.
Bei den Afrikaspielen 2015 in Brazzaville holte sie Bronze über 200 m und Gold in der 4-mal-100-Meter-Staffel.

## Persönliche Bestzeiten
- 100 m: 11,19 s, 19. Juni 2012, Calabar
- 200 m: 22,73 s, 23. Juni 2012, Calabar